# インベスティゲーター海峡
インベスティゲーター海峡（英語: Investigator Strait）とは、オーストラリアの南オーストラリア州に位置するヨーク半島と対岸のカンガルー島の間にある海峡である。

## 名称
海峡の名称は1802年3月29日の月曜日にマシュー・フリンダースによって、彼の探検時に使っていた船の名前のインベスティゲーターから名前を取り、つけられた。

## 範囲
この海峡は北にヨーク半島、南にカンガルー島を有する位置にある。この海峡を発見したフリンダースは隣接するセントビンセント湾とバックステアズ海峡との境界線を画定した。セントビンセント湾との境界はヨーク半島のトロウブリッジ・ポイントからフルリオ半島のケープ・ジャービスに至る線とした。バックステアズ海峡との境界はケープ・ジャービスからカンガルー島のカンガルー・ヘッドに至る線とした。西側の境界線はヨーク半島のケープ・スペンサーからカンガルー島のケープ・ボーダを結ぶ線となっている。